# Elección Cívica
Elección Cívica (en italiano: Scelta Civica, abreviado SC) fue un partido político italiano centrista formado para las elecciones generales de 2013 para apoyar el saliente primer ministro Mario Monti y sus planes de reforma. Es parte de la coalición Con Monti por Italia, junto con la Unión de Centro (UdC) de Pier Ferdinando Casini y Futuro y Libertad (FLI) de Gianfranco Fini. En 2017 confluyó en Nosotros con Italia.Se disolvió en 2019.
SC era apoyado por:
- Hacia la Tercera República (Verso la Terza Repubblica) (VTR), que a su vez la integran:
  - Italia Futura, dirigido por Luca Cordero di Montezemolo;
  - Importantes figuras de movimientos eclesiales católicos, como el ministro Andrea Riccardi de la Comunidad de Sant'Egidio y Andrea Olivero de la Asociación Cristiana de Trabajadores Italianos (ACLI);
  - Unión por el Trentino (Unione per il Trentino), dirigida por Lorenzo Dellai;
  - Reformadores Sardos (Riformatori Sardi), dirigido por Michele Cossa;
  - Hacia el Norte (Verso Nord), dirigido por Alessio Vianello;
- Ministros tecnócratas del gobierno de Monti, entre ellos Francesco Profumo y Renato Balduzzi;
- Disidentes del Pueblo de la Libertad (PdL), incluidos Franco Frattini, Mario Mauro, Giuseppe Pisanu, Giuliano Cazzola, Alfredo Mantovano, y los grupos escindidos del PdL Liberales por Italia y Italia Libre;
- Disidentes del Partido Democrático, incluyendo Pietro Ichino y Lucio D'Ubaldo;
- El Partido Liberal Italiano (Partito Liberale Italiano) (PLI), dirigido por Stefano de Luca y Fabio Gava;
- Otros grupos menores e independientes.